# Kruszyna (Goliszowiec)
Kruszyna – śródleśny przysiółek wsi Goliszowiec w Polsce położony w województwie podkarpackim, w powiecie stalowowolskim, w gminie Zaklików. Leży na obszarze kompleksu Lasów Janowskich. 
Przysiółek jest częścią sołectwa Goliszowiec.
W latach 1975–1998 przysiółek administracyjnie należał do województwa tarnobrzeskiego.
29 września 1942 oddział SS dokonał pacyfikacji wsi. Zamordował wszystkich mężczyzn (11 osób) a wieś spalono.